# فرانسوا نويل بابوف
كان فرانسوا نويل بابوف (23 نوفمبر 1760- 8 بريريال من السنة الخامسة [27 مايو 1797])، ويُعرف أيضًا باسم غراتشوس بابوف، شيوعيًا أوليًا وثوريًا وصحفيًا في الفترة الثورية الفرنسية. كانت صحيفته منبر الشعب تشتهر بدفاعها عن الفقراء والدعوة إلى ثورة شعبية على حكومة المديرين الفرنسية. كان من أبرز المدافعين عن الديمقراطية وإلغاء الملكية الخاصة. وأثار غضب السلطات التي كانت تضيق الخناق بشدة على أعدائها المتطرفين. على الرغم من جهود أصدقائه اليعاقبة لإنقاذه، أُعدم بابوف بسبب دوره في مؤامرة الأنداد.
شبهه لقب «غراتشوس» بالأخوين غراتشي الذين لعبا دور منبر للشعب في روما القديمة. وعلى الرغم من أن مصطلحات لاسلطوي وشيوعي واشتراكي لم تكُن مستخدمة على نطاق واسع في حياة بابوف، استخدمها كلها الباحثون لاحقًا لوصف أفكاره. استُخدم مصطلح الشيوعية أول مرة في اللغة الإنجليزية عند جون غودوين بارمبي في محادثة مع الذين وصفهم بأنهم «أتباع بابوف». أُطلقت عليه تسمية «أول شيوعي ثوري».
كتب باربوف عن فلسفته السياسية: «يجب جعل المجتمع يعمل بطريقة تلغي إلى الأبد شهوة الإنسان بأن يصير أكثر ثراء أو حكمة أو قوة من الآخرين». كتب باربوف في بيان الأنداد: «لم تكن الثورة الفرنسية إلا مقدمة لثورة أخرى، ثورة ستكون أكبر وأكثر جدية، وستكون الأخيرة».

## نشأته
وُلد بابوف في سانت نيكيز قرب بلدة سانت كونتين. كان والده، كلود بابوف، قد فر من الجيش الملكي الفرنسي في 1738 ليلتحق بالجيش الإمبراطوري النمساوي، وذكرت التقارير أنه رُقي إلى رتبة رائد. بعد العفو عنه عام 1755، عاد إلى فرنسا، لكنه سرعان ما غرق في الفقر، واضطر إلى العمل عاملًا يدويًا مؤقتًا لإعالة عائلته. ساهمت المصاعب التي تعرض لها بابوف في سنواته الأولى في تطور آرائه السياسية. منحه والده تعليمًا أساسيًا، ولكن حتى اندلاع الثورة، كان خادمًا منزليًا، ومن عام 1785 شغل منصب مفوض الجحر لمساعدة النبلاء والكهنة في تأكيد حقوقهم الإقطاعية على الفلاحين. بعد اتهامه بالتخلي عن الأرستقراطية الإقطاعية، قال في وقت لاحق إن «شمس الثورة الفرنسية» جعلته ينظر إلى «والدته، النظام الإقطاعي» على أنها «هيدرا بمئة رأس».

## نشاطاته الثورية
كان بابوف يعمل لدى مساح أراض في روي عندما بدأت الثورة. توفي والده في 1780، وصار عليه إعالة زوجته وطفليه بالإضافة إلى والدته وأخوته وأخواته.
كان كاتبًا غزير الإنتاج، ودلالات اشتراكيته المستقبلية موجودة في رسالة مؤرخة في 21 مارس 1787، وهي من سلسلة رسائل عن الأدب في المقام الأول مُرسلة إلى أمين أكاديمية أراس. في عام 1789، صاغ المادة الأولى من سجل ناخبي كفالة روي، مطالبًا بإلغاء الحقوق الإقطاعية.